# Mary Elizabeth Frye
Mary Elizabeth Frye (Dayton, Ohio, 13 de novembre de 1905 – 15 de setembre de 2004) fou una mestressa de casa i florista de Baltimore, coneguda però per ser l'autora del poema "Do not stand at my grave and weep".
Quedà òrfena a l'edat de tres anys. El 1927 es casà amb Claud Frye, de qui enviudà el 1964. Malgrat no tenia una educació formal era una àvida lectora. Frye després del poema continuà escrivint, sovint per organitzacions en suport dels animals, però cap de les seves obres posteriors aconseguí el ressò de la seva primera obra.
La identitat de l'autora del poema va ser desconeguda fins a la dècada del 1990, quan Frye va explicar que l'havia escrit ella. La seva reivindicació fou més tard provada per Abigail Van Buren.

## No et miris la meva tomba amb dol
Frye no havia escrit mai un poema abans del 1932, quan ella i el seu marit cuidaran a una nena alemanya d'origen jueu, Margaret Schwarzkopf. Malgrat la malaltia de la seva mare, la convenceren per no tornar al seu país, on l'antisemitisme estava creixent cada vegada amb més violència. Quan la mare morí la jove noia explicà a Frye que sentia no haver tingut l'oportunitat d'estar a la tomba de la seva mare per poder plorar per ella. Fou d'aquesta situació que Frye compongué el famós poema. A la gent li agradà tant el poema sense títol i de dotze versos, que començà a circular, fins al punt que començà a utilitzar-se com a poema pels funerals, molts cops escrits en les targetes.
Mai publicà ni patentà el seu poema, motiu pel qual, al llarg dels anys ha anat patint modificacions.
| No et miris la meva tomba amb dol: aquí no hi sóc, he emprès el vol; sóc l'alè del vent que se t'endú; sóc el raig de sol que torna el gra madur; sóc el fulgor radiant damunt la neu; sóc la moixa pluja de tardor, tan lleu. Quan et llevis de matí, a l'albada em veuràs lluir la gran volta estelada. Seré el lleuger vol d'ocells en cercle i l'espurnejant llum d'estels al vespre. No et miris la meva tomba amb esglai: no hi dormo, aquí, no he mort mai. |